# Фирсов, Иван Иванович (Герой Советского Союза)
Иван Иванович Фирсов (10 февраля 1916, Новоникольское, Тамбовская губерния — 6 октября 1985) — советский военнослужащий, участник Великой Отечественной войны, Герой Советского Союза, пулемётчик 4-го гвардейского стрелкового полка 6-й гвардейской стрелковой дивизии 13-й армии Центрального фронта, гвардии младший сержант.

## Биография
Родился 28 января 1916 года в селе Новоникольское (ныне — Мичуринского района Тамбовской области) в крестьянской семье. Окончил 4 класса. Работал на станции в Свердловской области.
В Красной Армии в 1937—1939 годах и с августа 1942 года. В действующей армии с августа 1942 года. Член ВКП(б)/КПСС с 1944 года.
Пулемётчик 4-го гвардейского стрелкового полка гвардии младший сержант И. Фирсов в составе передового отряда в ночь на 23 сентября 1943 года переправился через реку Днепр у села Теремцы Чернобыльского района Киевской области Украины.
30 сентября 1943 года в бою за село Оташев, заняв выгодную позицию, участвовал в отражении вражеских контратак и нанёс противнику значительный урон в живой силе.
Указом Президиума Верховного Совета СССР от 16 октября 1943 года за образцовое выполнение боевых заданий командования и проявленные при этом мужество и героизм гвардии младшему сержанту Фирсову Ивану Ивановичу присвоено звание Героя Советского Союза с вручением ордена Ленина и медали «Золотая Звезда».
После войны и демобилизации возвратился в родные места. Работал в сельском хозяйстве. Скончался 6 октября 1985 года.
Награждён орденами Ленина, Красного Знамени, Отечественной войны 1-й степени, медалями.